# Handzetten

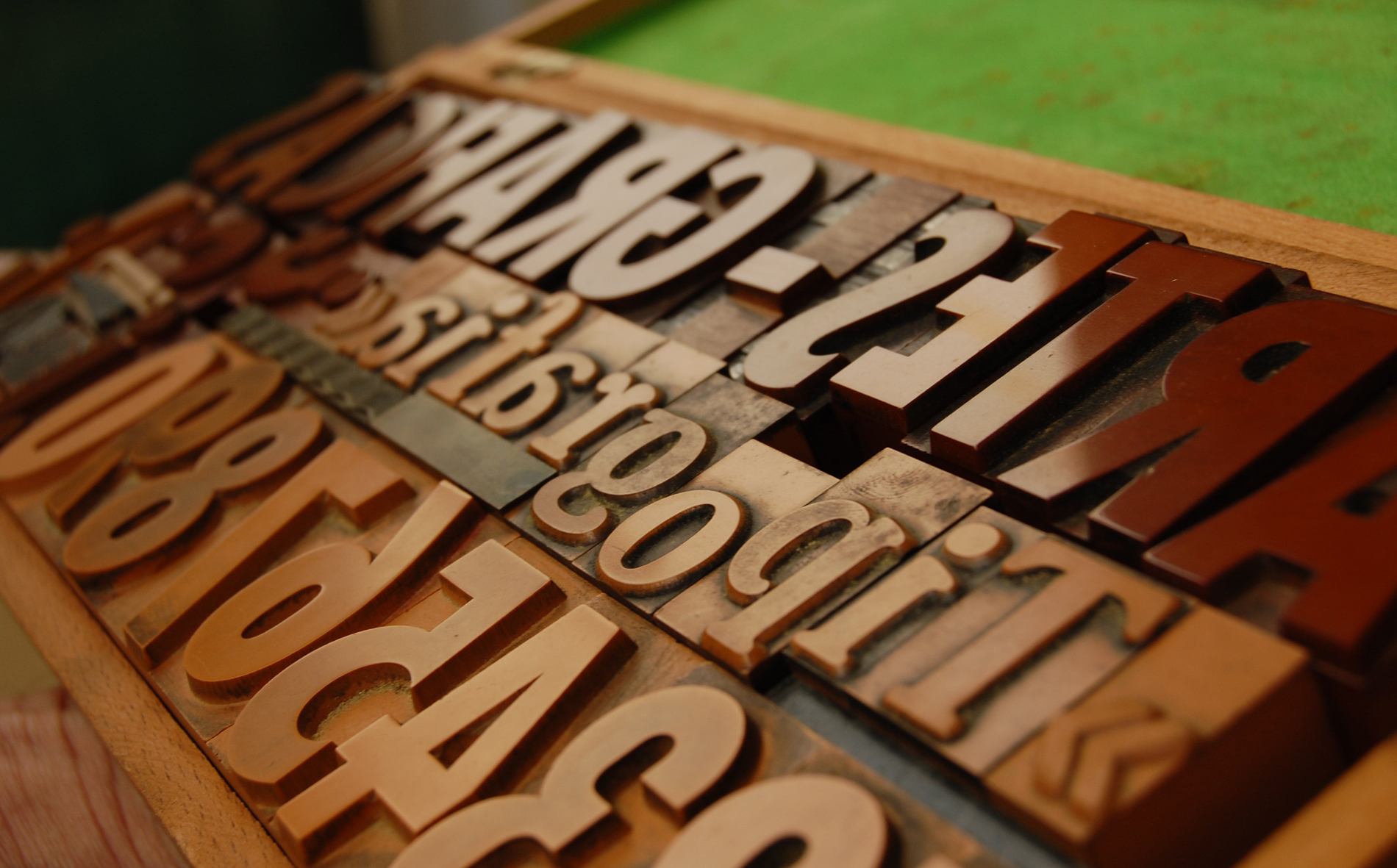
Houten handletters

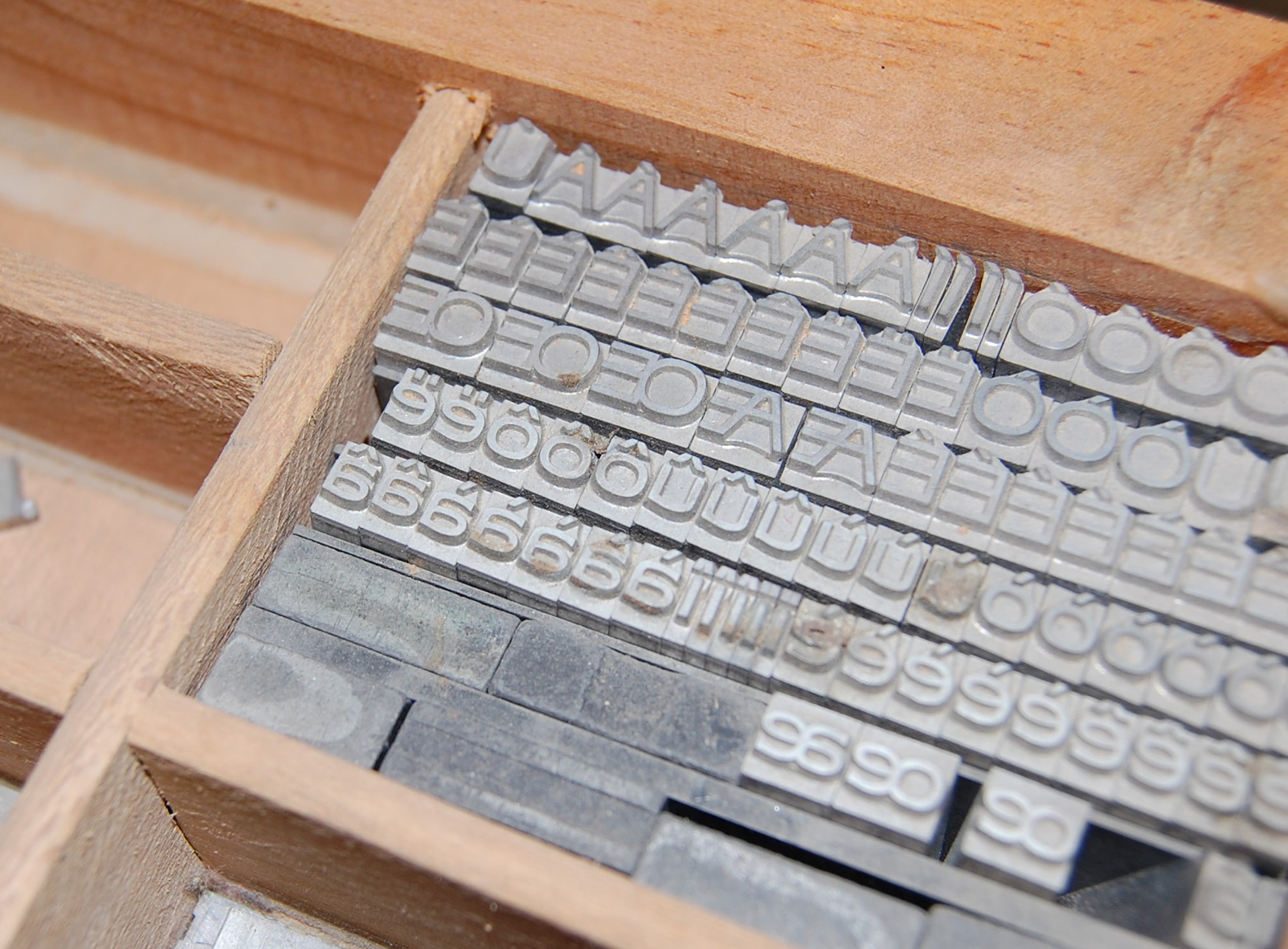
Loden handletters

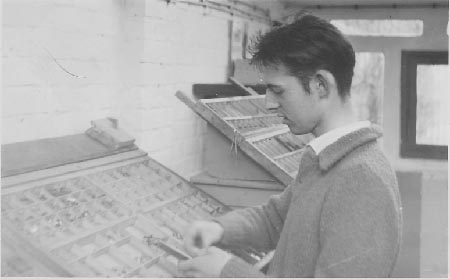
Een letterzetter aan het werk in 1957 bij een drukkerij in Gent

Handzetten is het gebruiken van losse lettertekens in reliëf en spiegelschrift voor het zetten van teksten. Het resultaat is handzetsel.
Een handzetter staat aan de bok bij het zetten en vervaardigt de te drukken tekst uit loden handletters. De handzetter haalt letters uit een speciale kast waarin voor elk teken een vakje is aangebracht en plaatst die in de juiste volgorde in een zethaak. Een regel wordt op een galei gezet en een aantal regels wordt met een touwtje opgebonden.
Oorspronkelijk werden houten blokken waarin de tekst geheel in reliëf was aangebracht. Deze blokken konden slechts voor een tekst gebruikt worden en waren ook aan slijtage onderhevig.
De hier naast getoonde houten letter zijn moderne letters, die met behulp van pantograven en freesmachines geproduceerd worden, deze techniek was omstreeks 1450 totaal onbekend. Hoe een houten letter er in die tijd uitzag, is onbekend, er is niets van bewaard.
De uitvinding van het gebruik van losse loden letters schiep de mogelijkheid met matrijzen vele identieke letters te produceren. Na gebruik konden die letters weer voor ander zetsel aangewend.
Loden letter wordt gegoten van matrijzen die matrijzen op zichzelf werden gemaakt met punches.
Het maken van punches of patrijzen was het werk van edelsmeden en wapensmeden. Die punches – gehard hardstalen ornamenten en letters in spiegelbeeld – werden onder meer gebruikt om harnassen mee te versieren.
Gutenberg was edelsmid en als zodanig bekend met vele van de gebruikte technieken. De loden letter die hij gebruikte was een getrouwe kopie van de kalligrafie van de kopiisten van die tijd. Naast alle gedrukte tekst werd er ook in Gutenbergs boeken nog heel veel met de hand toegevoegd, initialen bijvoorbeeld. Deze waren bijgevolg allemaal verschillend.
Loden letters werden eerst op de drukkerij gegoten, maar door specialisatie werd het gieten later overgenomen door specialisten en nog later lettergieterijen.
Door de opkomst van het machinezetsel met de automatische zetmachines (bijvoorbeeld Monotype en Linotype), later offset en elektronische druktechnieken (zonder materiële drager), is het gebruik van handletters in de industriële drukkerijen zo goed als verdwenen. Handzetwerk is een kunstambacht geworden dat voornamelijk gebruikt wordt voor boeken als kunstwerk of ander hoogwaardig artistiek drukwerk in kleine oplagen, vaak op even ambachtelijk handgeschept papier.